# Zygothrica vittipoecila
Zygothrica vittipoecila är en tvåvingeart som beskrevs av Burla 1956. Zygothrica vittipoecila ingår i släktet Zygothrica och familjen daggflugor. Inga underarter finns listade i Catalogue of Life.